# Kenny Dope
Kenny Dope (né Carl Kenneth Gonzalez le 6 juillet 1970 à New York) est un producteur et DJ américain de house. Il est l'un des deux membres du duo Masters at Work avec Little Louie Vega et dirige le label discographique Dopewax Records.

## Biographie
Kenny Dope commence sa carrière de DJ à 15 ans à New York en organisant des fêtes avec son partenaire de l'époque, Mike Delgado. Il commence à travailler en studio en 1987 sous le pseudo Kaos. En 1988, il lance son label Dopewax Records, une structure qu'il hérite de Frank Mendez. Par la suite, sous le pseudonyme Masters at Work, les fêtes qu'il organise ont beaucoup de succès et attirent l'attention de Todd Terry, qui emprunte le nom de M.A.W. pour sortir deux disques. En contrepartie, Todd Terry prête sa boîte à rythmes à Kenny.
En 1995, il sort le single The Bomb! (These Sounds Fall into My Mind) qui devient un hit international.
Kenny Dope est nommé trois fois aux Grammy Awards (1998, 1999, 2003).
Avec Louie Vega, ils se produisent aussi avec le nom de groupe Nuyorican Soul pour sortir des morceaux aux sonorités latina et jazz. En 2002, avec Keb Darge, il lance le label musical Kay-Dee spécialisé dans les productions funk, soul et breaks.
En 2009, il est hospitalisé 7 semaines pour défaillance cardiaque, et choisit alors de calmer son rythme de travail.
En 2016, il relance son label Dopewax Records qui était devenu dormant. En 2021, Kenny Dope et Louie Vega relancent le groupe Masters At Work. En janvier 2022, il lance une radio sur Apple Music Hits, Full Spectrum Radio, en s'appuyant sur sa vaste collection de vinyls. Il en possèderait près de 50 000.

## Vie personnelle
Kenny Dope est le père de triplés. 

## Style musical
Dans une interview de 2010, Kenny Dope exprime une certaine aversion envers la culture du MP3 et du téléchargement, Il revendique la culture de la recherche de vinyles originaux et de la création manuelle. 

## Discographie
Voir Masters at Work pour le reste de sa discographie.

### Albums studio
- 1992 : The Kenny Dope Unreleased Project
- 1995 : The Best of Dopewax Records - The Dope Stuff
- 1995 : All in the Mind (en tant que The Bucketheads)
- 2001 : Supa-Dope Classics Volume I

### Singles
- 1989 : House Syndicate EP (en tant que House Syndicate)
- 1989 : Messiah/Insane (en tant que NMC & ADJ) (avec Mike Delgado et Tommy Musto)
- 1989 : Power House 1 EP (sous le nom Power House)
- 1990 : Power House 2 EP (sous le nom Power House)
- 1990 : Total Maddness EP
- 1990 : Jam the Mace EP (en tant que House Syndicate)
- 1990 : A Touch of Salsa (en tant que 2 Dope)
- 1991 : Power House 3 EP (sous le nom Power House)
- 1991 : Supa (en tant que Kenny Dope presents the Mad Racket)
- 1991 : The Untouchables EP (sous le nom The Untouchables)
- 1991 : The Swing Doctor EP (sous le nom The Untouchables)
- 1991 : Just Me and You/Battlestar Galactica (en tant que Kenny's House)
- 1991 : Yeah/Good Feelin (en tant que Swing Kids)
- 1992 : Unreleased Project (en tant que Kenny Dope presents the Unreleased Project)
- 1993 : Phat Beats EP
- 1993 : Go Bah (sous le nom The Untouchables)
- 1993 : Donndadda/Rama Jama (en tant que Kenny Dope presents the Mad Racket)
- 1993 : The Unreleased Project EP
- 1994 : Boomin' in ya Jeep (avec Screechie Dan)
- 1994 : Axxis EP
- 1994 : The Pushin' Dope EP
- 1994 : All I'm Askin
- 1994 : Just the Way You Want (sous le nom The Untouchables)
- 1994 : Whew (sous le nom The Bucketheads)
- 1994 : The Bomb! (These Sounds Fall into My Mind) (sous le nom The Bucketheads)
- 1994 : Love is What You Need (en tant que The Dream Team) (avec Todd Terry, Roger Sanchez et Benji Candelario)
- 1995 : Come and be Gone (sous le nom The Bucketheads)
- 1995 : Got Myself Together (sous le nom The Bucketheads)
- 1995 : The Dungeon Tapes EP (sous le nom The Bucketheads)
- 1995 : Time and Space (sous le nom The Bucketheads)
- 1996 : Bucketbootleg (en tant que K-Dope)
- 1997 : Rock Your EP (sous le nom Liquid Dope)
- 1999 : Terra-Humara (sous le nom Liquid Dope)
- 1999 : Strictly Rhythms Volume I (en tant que K-Dope)
- 2000 : Brazilica
- 2000 : Can You Handle it
- 2000 : On Percussion
- 2000 : The Ill Out
- 2001 : Could You be the One (avec D.M.)
- 2001 : Comin' Inside
- 2001 : A Madd Cry (en tant que House Brigade)
- 2003 : Frenzy
- 2004 : Dope Goes Back (sous le nom Liquid Dope)
- 2004 : Oh My God/Krash (sous le nom Liquid Dope)
- 2006 : Deep Roots
- 2007 : No Hook/Monopoly (avec Terry Hunter)